# El vampiro negro (película de 1953)
 El vampiro negro  es una película en blanco y negro de Argentina dirigida por Román Viñoly Barreto sobre su propio guion escrito en colaboración con Alberto Etchebehere según la película M, de Fritz Lang, que se estrenó el 14 de octubre de 1953 y que tuvo como protagonistas a Olga Zubarry, Roberto Escalada, Nathán Pinzón y Nelly Panizza.
En una encuesta de las 100 mejores películas del cine argentino llevada a cabo por el Museo del Cine Pablo Ducrós Hicken en el año 2000, la película alcanzó el puesto 39.

## Sinopsis
Toda una ciudad vive aterrorizada por un asesino de niñas.

## Comentarios
Noticias Gráficas dijo en su crónica sobre el filme:

”Se interesa en primer término por una fotografía de lograda sugestión y por un movimiento de cámara inquieto, y si el tratamiento del argumento en sí no alcanza a plasmarse de manera convincente, no hay dudas que se consiguen buenos efectos.”

Por su parte King opinó respecto de la película:

”Efectista…Sin ser un modelo del género, fuerza es amitir valores en esta producción…Nathán Pinzón, cumpliendo….un esfuerzo ponderable en la composición de un personaje de nada fácil expresión”

A su vez, Manrupe y Portela escriben:

”Ciegos que caen por escaleras, enanos y deformes, persecuciones en las cloacas y adulterio consentido por una mujer lisiada. Visualmente, entre las mejores películas argentinas, y olvidada casi siempre a la hora de hacer listas. Viñoly Barreto filmó para que Buenos Aires no lo pareciera y logró separarse de Lang, consiguiendo una obra maldita, expresionista y nunca igualada en lo formal. En el cast sobresalen Nathán Pinzón en el papel de su vida y Escalada por lo mal que actúa.”